# 斯维尔德洛夫级巡洋舰
斯维尔德洛夫级巡洋舰，苏联项目代号为68бис型，是第二次世界大战后苏联第一种巡洋舰，也是最后一种传统的火炮巡洋舰。在北大西洋与北冰洋的恶劣海况下具有良好适航性，与苏联的喀琅施塔得级战列巡洋舰配合争夺制海权。1950年代美国与英国喷气攻击机的出现，使得火炮巡洋舰只能担任火力支援与指挥舰角色，它们是美丽的军舰，但是从出生之时就已落伍。但当时部分苏联海军将领仍然认为在全天候航母出现前，巡洋舰於恶劣天气下仍然有其存在价值。原计划建造30艘，後來被赫鲁晓夫取消建造计划时，已完成14艘，2艘在船台上的船壳就地拆除，4艘下水儀装的船体在1959年解體。

## 改装列表
- 68-bis  - 火炮武器的基本项目（1952年）

- 67-EP - 在一艘船上 试装了反舰导弹系统KSS“Strela”（ 1955年）（“纳希莫夫海军上将”）

- 67-SI  - 67-EP项目的重新装备项目，用于Strela KSS反舰导弹系统的联合测试（1956年）

- 67-bis  - 巡洋舰改装项目，安装P-6反舰导弹系统（1957年）

- 71  - 为巡洋舰配备沃尔霍夫防空导弹系统而不是部分火炮武器的项目（1957年）

- 70  - 改装为防空巡洋舰并安装沃尔霍夫DD防空导弹系统的项目（1957年）

- 70-E  - 沃尔霍夫防空系统（1958年）（“捷尔任斯基”）试装在一艘船上

- 64  - 为巡洋舰配备导弹而不是火炮的项目（1958年）

- 68-A  - 强化防空武器（30毫米ZAK AK-230），新REV（1970年代初期在三艘船上）

- 68-U1 / U2  - 配备新型REV的控制巡洋舰，安装防空导弹系统“Osa-M”（1966年- 1972年）（“日丹诺夫”、“谢尼亚文海军上将”）

- 68-bis-ZiF  - 七艘正在建造的船火炮得到加强，排水量增加（未完成）

## 设计
參考自二战前的意大利巡洋舰之设计概念，是恰巴耶夫级巡洋舰的改进与轻微放大型号。具有相同的主装甲帶、動力系統、侧防护；但是增大燃料储备、全焊接船体、改进水下防护（如有154米长的双层船壳，23个独立的彈藥庫和更多且設計更加複雜的水密隔舱） ，並增裝防空炮与新型雷达。

## 船只列表
- 斯维尔德洛夫 (Свердлов) - 以雅科夫·米哈伊洛维奇·斯维尔德洛夫命名

列宁格勒的波罗的海造船厂建造
1949年开工, 1950年7月5日下水, 1952年5月15日竣工, 是波罗的海舰队的一部分。 在波罗的海和北大西洋进行了长途航行，并对外国港口进行了友好访问：1953年和1955年访问朴茨茅斯，1956年访问鹿特丹。 1960年12月24日至1961年7月14日，该舰在列宁格勒进行大修。 第二次大修（1966年2月12日至1966年4月29日）后，从海军退役，封存并闲置。 1972年2月11日，该巡洋舰重新启用并重新投入波罗的海舰队服役。 每年进行友好访问：1973年和1975年访问格丁尼亚，1974 年访问阿尔及尔和瑟堡，1976年访问波尔多和罗斯托克。 1977年，又进行了一次重大整修。 1978年2月14日，这艘巡洋舰再次被封存并放置在利耶帕亚长期存放。 1989年，该巡洋舰被驱逐出波罗的海舰队，解除武装并解散。 1990年，这艘船被卖给一家印度私人公司，用于切割废金属。
- 捷尔任斯基 (Дзержинский) - 以费利克斯·埃德蒙多维奇·捷尔任斯基命名

尼古拉耶夫斯克造船厂制造
1948年开工, 1950年8月30日下水, 1952年8月18日竣工。1957年10月至1958年12月该舰在塞瓦斯托波尔改装SA-2防空导弹。改装后称为70E型。拆除了3号主炮塔、4座37毫米炮塔和鱼雷发射管，延长了后甲板室并在其上安装了SM64型双臂导弹发射架，下方是可容纳8枚导弹的弹库。发射架的后方是“散歌”火控雷达，P-12远程搜索雷达安装在后主桅上，探测距离275公里。两座烟囱之间安装了PRV-11型“侧网”测高雷达。
1989年拆解
- 奥尔忠尼启则 (Орджоникидзе) - 以格里高利·康斯坦丁诺维奇·奥尔忠尼启则命名

列宁格勒海军上将造船厂制造
1949年开工, 1950年9月17日下水, 1952年6月30日竣工;
1956年赫鲁晓夫乘此舰出访英国时，英国军情6局的蛙人Lionel Crabb在朴茨茅斯港水下秘密侦察此舰时失踪。
1961年接受适应热带的改装, 从塞瓦斯托波尔起航, 1962年移交印尼更名为"伊里安查亚"（KRI Irian）号,成为印度尼西亚海军旗舰。由于印尼海军素质差,无法维护和运作这样庞大的军舰（编制舰员1250人），1964年这艘军舰已经失去战斗力，回苏联进行维修。1965年苏哈托发动930政变后，这艘巡洋舰作为海上监狱，关押了大量印尼共产党政治犯，并最终于1970年搁浅，1972年售给臺湾拆船。
- 日丹诺夫 (Жданов) - 以安德烈·亚历山德罗维奇·日丹诺夫命名。

列宁格勒的波罗的海造船厂建造 -
1950开工, 1950年12月27日下水, 1951年12月31日竣工,
改装为北方舰队旗舰，拆除了3号炮塔，增装了大量电子设备与指挥舱。称 68-У1型。
1991年拆解

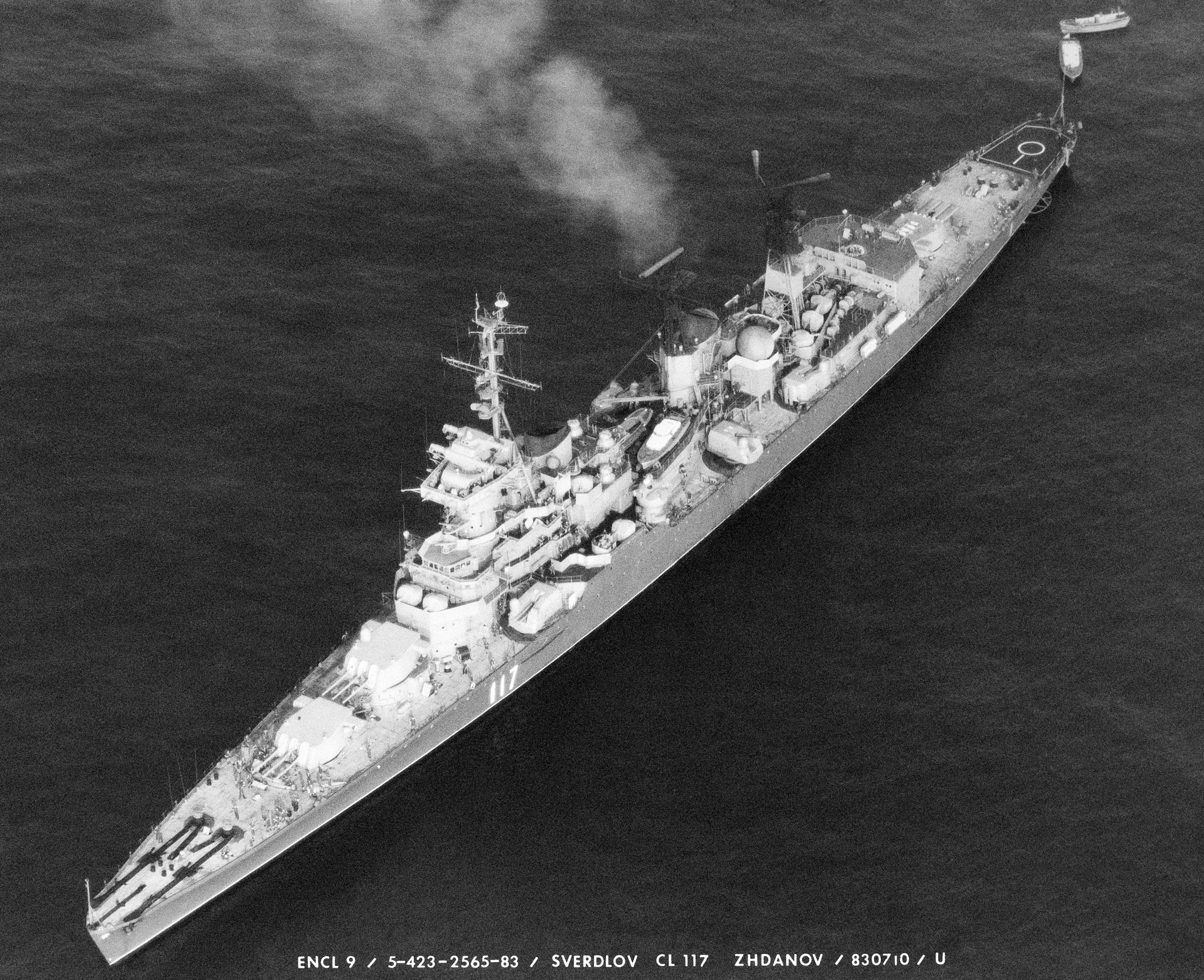
作为指挥巡洋舰的日丹诺夫号

- 亚历山大·涅夫斯基 (Александр Невский) - 以亚历山大·涅夫斯基命名

列宁格勒海军上将造船厂制造
1950年开工, 1951年6月7日下水, 1952年12月31日竣工,
1989年拆解

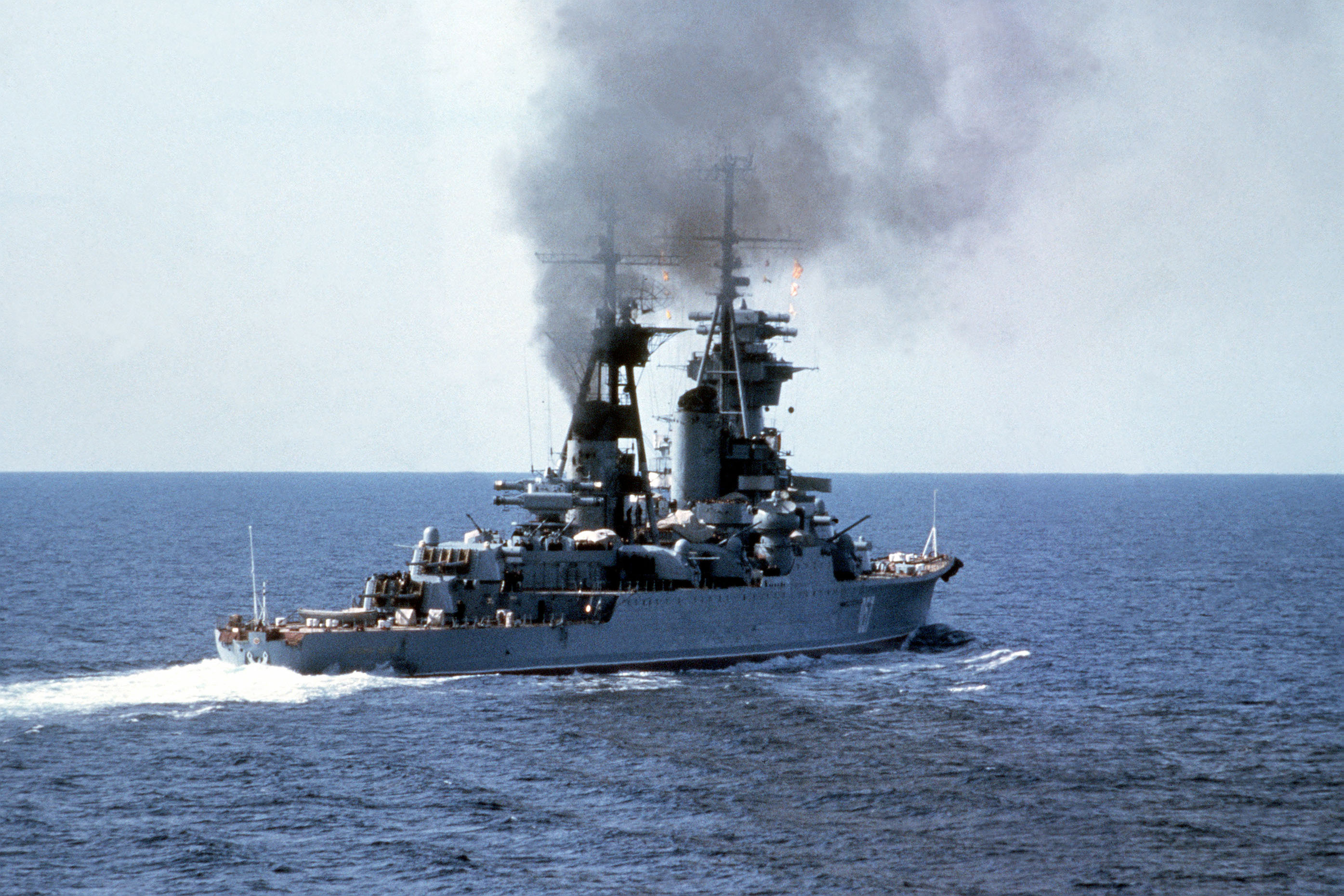
1983年的亚历山大·涅夫斯基号.

- 纳希莫夫海军上将 (Адмирал Нахимов) - 以帕维尔·纳希莫夫命名

尼古拉耶夫斯克造船厂制造,
1950年开工, 1951年6月29日下水, 1953年3月27日完工,
1950年代末改装为导弹巡洋舰, 1961年作为靶舰被击沉
- 乌沙科夫海军上将(Адмирал Ушаков) - 以费奥多·费奥多罗维奇·乌沙科夫命名

列宁格勒的波罗的海造船厂建造 -
1950年开工, 1951年9月29日下水, 1953年9月8日完工,
1987年拆解
- 拉扎列夫海军上将(Адмирал Лазарев) -以米哈伊尔·彼得罗维奇·拉扎列夫命名

列宁格勒海军上将造船厂制造
1951年开工, 1952年6月29日下水, 1952年12月30日竣工,
1986年拆解
- 亚历山大·苏沃洛夫(Александр Суворов) - 以亚历山大·瓦西里耶维奇·苏沃洛夫命名

列宁格勒的波罗的海造船厂建造-
1951年开工, 1952年5月15日下水, 1953年12月31日竣工,
1990年拆解
- 谢尼亚文海军上将(Адмирал Сенявин) - 以德米特里·谢尼亚文命名

列宁格勒的波罗的海造船厂建造-
1951年开工, 1953年6月15日下水, 1953年12月31日竣工,
改装为太平洋舰队旗舰，拆除3、4号炮塔，改为指挥舱与直升机坪, 改称 68-У2型
1991年拆解
- 德米特里·波扎尔斯基 (Дмитрий Пожарский) - 以德米特里·米哈伊洛维奇·波扎尔斯基命名

列宁格勒的波罗的海造船厂建造-
1952年开工, 1953年6月25日下水, 1954年12月31日竣工。曾是波罗的海舰队的一部分。1955年2月24日，该巡洋舰被调往北方舰队。1955年夏天，他从北莫尔斯克穿越北海航线前往远东。1955年9月7日成为太平洋舰队的一部分。他参加过战斗，在鄂霍次克海、日本海和黄海海域航行。1956年6月21日至26日对上海进行友好访问。1962年，该船在符拉迪沃斯托克的达尔扎沃德进行了大修。自1968年以来，该巡洋舰作为苏联海军第8作战中队的一部分在印度洋执行战斗任务。 对印度（马德拉斯、孟买）、巴基斯坦（卡拉奇）、伊朗（阿巴斯港）、伊拉克（乌姆卡斯尔）、也门（亚丁）、索马里（摩加迪沙）、斯里兰卡（科伦坡）进行了友好访问。1969年至1970年，符拉迪沃斯托克的达尔扎沃德进行了另一次大修。1974年11月10日至1975年6月10日，他在印度洋的苏联海军第8作战中队服役，跟踪北约航母星座号。1979年1月30日，该舰从海军退役，封存在符拉迪沃斯托克。1980年2月1日至1985年1月1日，符拉迪沃斯托克达尔扎沃德又进行了一次大修。1987年，该巡洋舰被驱逐出太平洋舰队。1990年，这艘船被卖给一家印度私人公司，用于切割废金属。
- 十月革命(Октябрьская Революция) -

北德文斯克造船厂 -
1952年开工, 1954年5月24日下水, 1954年11月30日竣工,
1987年拆解
- 摩尔曼斯克(Мурманск) -

北德文斯克造船厂 -
1953年开工, 1955年4月24日下水, 1955年9月22日竣工,
1980年代末退役. 1994年去印度拆解，中途于挪威海岸搁浅，后于2011年在当地完成拆解

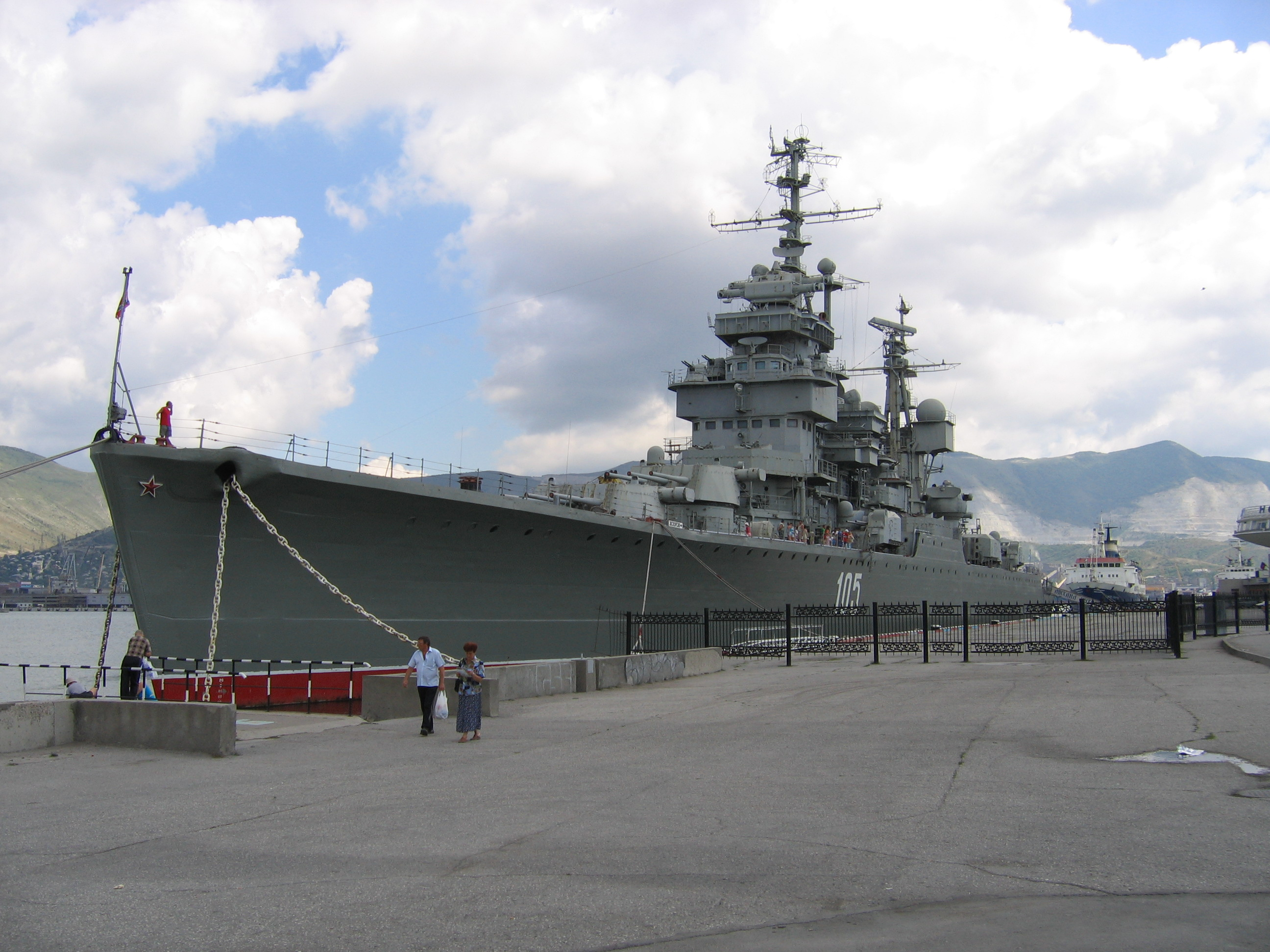
米哈伊尔·库图佐夫号

- 米哈伊尔·库图佐夫(Михаил Кутузов) - 以米哈伊尔·伊拉里奥诺维奇·戈列尼谢夫-库图佐夫命名

尼古拉耶夫斯克造船厂制造
1951年开工, 1952年11月29日下水, 1954年竣工。曾是黑海舰队的一部分。1955年，他参加了KA-15和MI-1直升机的测试，并在巡洋舰的尾甲板上配备了平台。1956年，他在完美号和无踪号驱逐舰的陪同下长途航行到地中海，对斯普利特（南斯拉夫）和都拉斯（阿尔巴尼亚）港口进行正式访问。1957年，该巡洋舰前往列宁格勒参加涅瓦河海军日阅兵式，随后参加了北方舰队、波罗的海舰队和黑海舰队三个舰队在芬兰湾的综合海军演习，并在回程中参观了都拉斯（阿尔巴尼亚）和布尔加斯（保加利亚）的港口。1958年，他两次参加黑海舰队战术演习，并因全口径射击出色而荣获海军总司令奖。1959年，该舰参加了苏保联合演习和黑海舰队战术演习。1960-1963年，该巡洋舰作为黑海舰队的一部分进行战斗服役，执行年度任务K-1、K-2和K-3，并拍摄了电影《上岸休假》（1962）。1964年，他随舰艇分队长途航行前往地中海，对斯普利特港和杜布罗夫尼克港（南斯拉夫）进行正式访问，回程时又停靠瓦尔纳港（保加利亚）。1965年至1966年，该舰作为第5-й ОПЭСК的一部分在地中海进行战斗服役，执行各种任务。1966年10月16日至1967年9月11日，塞瓦斯托波尔的Sevmorzavod正在进行维修。1968 年至 1970 年，再次作为5-й ОПЭСК一员在地中海服役，停靠亚历山大（埃及）、阿尔及尔（阿尔及利亚）和拉塔基亚（叙利亚）港口。1970年11月29日至1973年9月14日，该巡洋舰在塞瓦斯托波尔的Sevmorzavod进行了大修。1974年，它从海军退役，封存在塞瓦斯托波尔。1979年3月30日至1986年4月30日，根据68A项目，在塞瓦斯托波尔第497（201）号工厂进行了维修和现代化改造。1986 年至 1988 年，他作为黑海舰队的一部分执行了 K-1、K-2 和 K-3 航线任务，同时也是永久战备部队的一部分。1988年，这艘巡洋舰被置于储备状态，封存并搁置在塞瓦斯托波尔。1998年，决定将这艘巡洋舰作为博物馆船进行保存。1998年至2001年，该船在塞瓦斯托波尔的Sevmorzavod进行了维修。2001年8月，迁至新罗西斯克，成为新罗西斯克海军基地的一部分。2002年7月28日海军节，它作为博物馆船向公众开放。
另有5艘未完工即被拆解。